# Комілово
Комілово (пол. Komiłowo) — село в Польщі, у гміні Кобильниця Слупського повіту Поморського воєводства.
Населення — 56 осіб (2011).
У 1975-1998 роках село належало до Слупського воєводства.

## Демографія
Демографічна структура станом на 31 березня 2011 року:
|          | Загалом | Допрацездатний вік | Працездатний вік | Постпрацездатний вік |
| -------- | ------- | ------------------ | ---------------- | -------------------- |
| Чоловіки | 28      | 5                  | 21               | 2                    |
| Жінки    | 28      | 8                  | 14               | 6                    |
| Разом    | 56      | 13                 | 35               | 8                    |